# 吕德·吕贝尔斯
鲁道夫斯·弗朗西斯库斯·马里·“吕德”·吕贝尔斯（荷蘭語：Rudolphus Franciscus Marie (Ruud) Lubbers，發音：[ˈryt ˈlʏbərs] ⓘ; 1939年5月7日—2018年2月14日）荷兰基督教民主呼籲政治家。1982年11月4日至1994年8月22日担任荷兰首相。

## 生平
吕贝尔斯1939年5月7日出生在荷兰南荷兰省鹿特丹。他在鹿特丹伊拉斯姆斯大学学习经济学，是第一个诺贝尔奖经济学奖得主扬·廷贝亨的学生。他原计划一个学术事业，但因家庭情况被迫进入吕贝尔斯家族的施工车间和机械制造商霍兰迪亚公司(Hollandia B.V)。1973年—1977年担任约普·登厄伊尔政府的经济事务部大臣，1977年当选荷兰众议院议员，1978年任基督教民主呼籲议会领袖，1982年—1994年担任荷兰首相，2001年—2005年任联合国难民事务署高级专员，后因涉嫌性骚扰而辞职。

## 逝世
2018年2月14日，魯貝士於鹿特丹過世，享年78歲。包含前蘇聯總統戈尔巴乔夫、联合国秘书长兼前葡萄牙總理、聯合國難民署高級專員、主席兼前盧森堡總理等多名國際領袖都表達了哀悼之意。